# 阮春璮
阮春璮（越南语：／；1893年—？年），越南阮朝官員。

## 生平
阮春璮是河靜省德壽府香山縣安邑總盛舍村（今属河靜省香山縣山盛社）人，成泰五年（1893年）出生，父親是舉人阮春瑅。維新六年（1912年），參加乂安場鄉試，考中舉人。啟定元年（1916年），會試考中第一名會元，庭試考中三甲同進士出身。後任國子監助教、廣平督學。